# Ліпарит I Дадіані
Ліпарит I Дадіані (груз. ლიპარიტ I დადიანი; д/н — 1470) — еріставі Одіши, потім мтаварі Мегрелії у 1414—1470 роках.

## Життєпис
Старший син Мамії II, еріставі Одіши. 1414 року після загибелі батька успадкував титул та усі володіння. Його статус підтвердив грузинський цар Олександр I.
Продовжив війни з абхазами, але зрештою мусив замиритися з ними за посередництва царя Грузії. Тоді або трохи пізніше отримав титул бедіані, що закріпило панівний статус Дадіані в Абхазії. Згодом був втягнутий у протистояння з атабеками Самцхе, Гурії та Сванетії. Приблизно в 1450-х роках зумів приєднати останню до своїх володінь. Але вже 1452 року передав цю область молодшому синові Мамії.
Близько 1460 року за посередництва попського посланця Людовіко да Болоньї вдалося замирити Дадіані з його ворогами. Мир в Грузії був необхідний Папському престолу, оскільки Пій II готував антиосманський хрестовий похід.
У 1463 році Ліпарит I доєднався до заколоту на чолі з Багратом (онуком царя Костянтина I) проти грузинського царя Георгія VIII. Відзначився у вирішальній битві при Чіхорі, внаслідок чого Баграт здобув перемогу, ставши царем Імереті. На дяку Ліпарит I отримав титул мтаварі й фактичну незалежність, номінально визнаючи владу царя. Тепер єдиним обов'язком Дадиани був супровід царя в битвах (тобто надання війська та участь в кампаніях) і полюванні.
Помер Ліпарит I в 1470 році. Йому спадкував старший син Шамадавле.

## Родина
- Шамадавле (д/н—1474), еріставі Одіши
- Мамія (д/н—1469), мтаварі Гурії